# Warragamba River
La Warragamba River est une rivière d'Australie en Nouvelle-Galles du Sud.

## Caractéristiques
Elle est formée par le confluent de la Coxs River et deux affluents mineures. Un barrage important (le barrage de Warragamba) y est établi. Il s'agit de la principale alimentation en eau potable de Sydney.
Avant la construction du barrage, la Warragamba River s'écoulait à travers une gorge s'étendant de 300 à 600 mètres de largeur sur une profondeur de 100 mètres, explorée en 1804 par George William Evans. Aujourd'hui, la vallée et la majeure partie de la rivière sont immergées sous le lac.

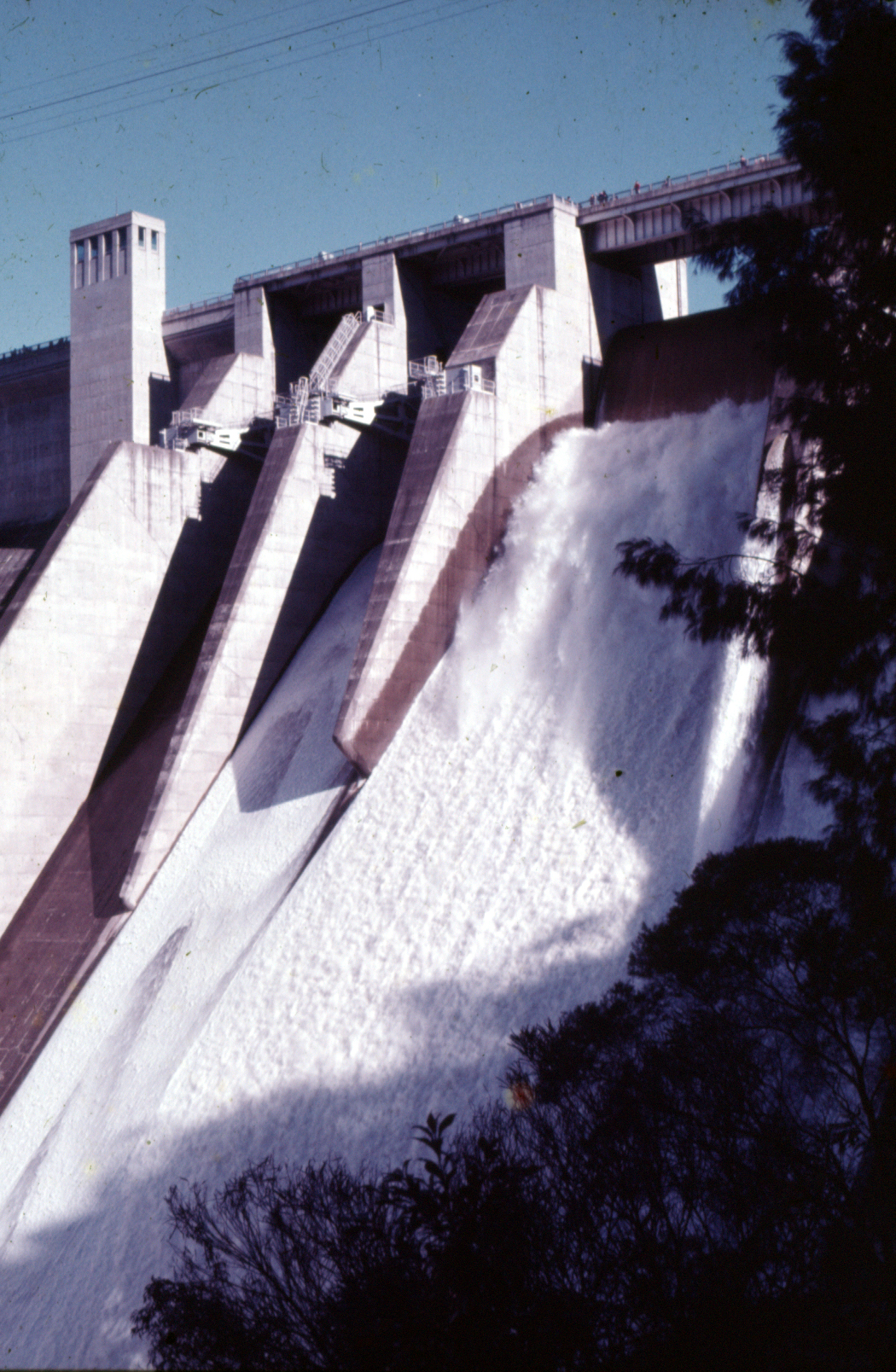
Déversoir sur la Warragamba River construit en 1974.